# E/Z标记
E/Z標記（或E/Z協定），為IUPAC為區別雙鍵的立體化學結構所制定的命名法，常用於有機化學。它可決定三或四個取代基的雙鍵結構，為順反標記的延伸。
根據順序規則（Cah-Ingold-Prelog priority rules），在雙鍵上的取代基各自被指定優先性。若兩個高優先性的基團在雙鍵反側，稱為（E）標記（來自德文的entgegen，為“對面”之意）；若兩個高優先性的基團在雙鍵同側，稱為（Z）標記（來自德文的zusammen，為“共同、一起”之意）。
以下是用E/Z標記來標示2-丁烯的例子。
|                          |                          |
| (Z)-But-2-ene (Z)-2-丁烯 | (E)-But-2-ene (E)-2-丁烯 |

E和Z兩個文字常被印成在括弧內的斜體字，並以連字號和主名區分。此外，它通常會印成滿格的大寫字（而非小寫或小型大写字母），但不會影響主名第一個字的字母必須大寫的規則（參考上面的例子）。